# Centro de Congresos de Querétaro

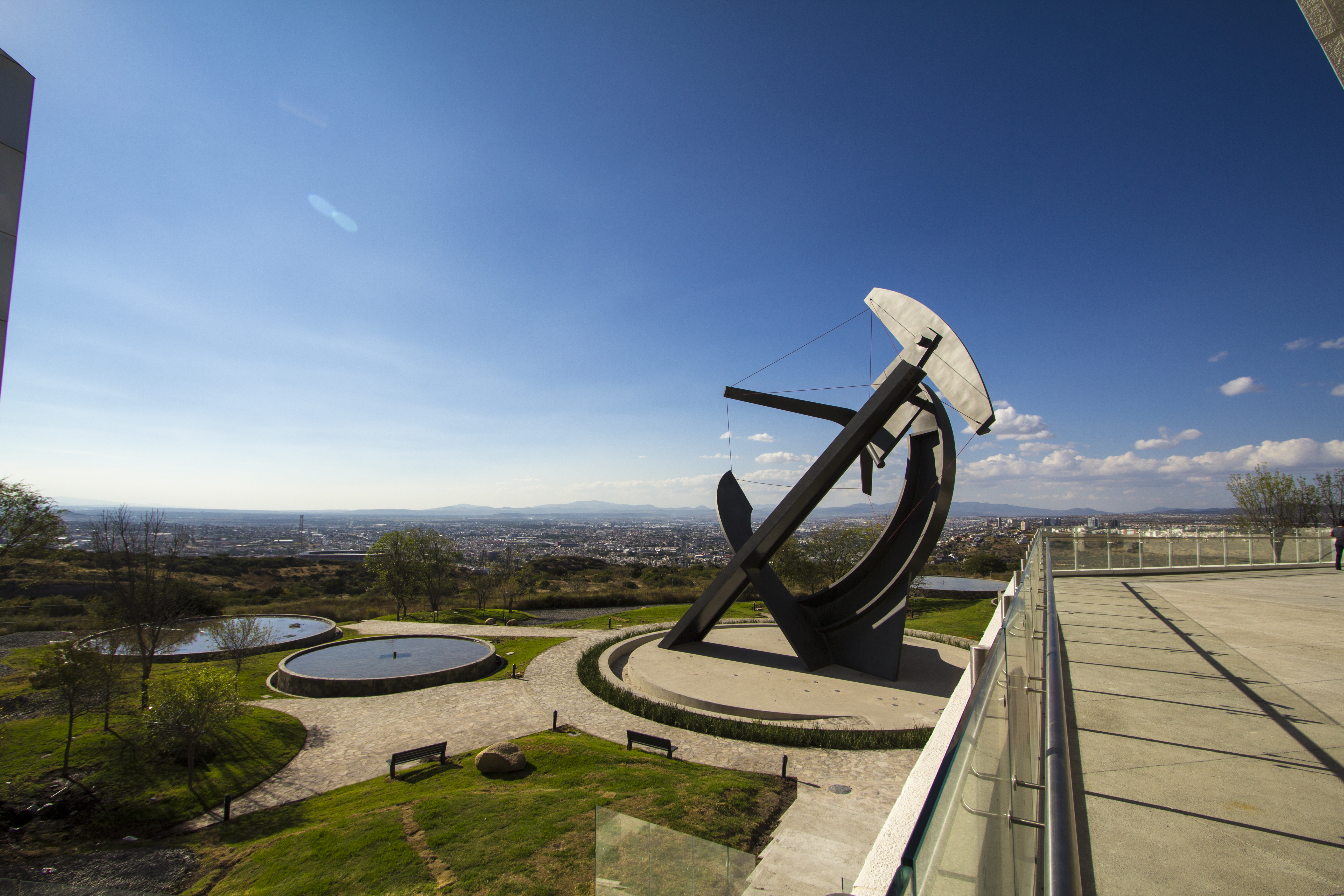
La escultura del "El Bumeráng", del artista mexicano, Manuel Felguérez.

Oficialmente Querétaro Centro de Congresos (QCC), es un centro de convenciones multiusos y un recinto cubierto ubicado en Santiago de Querétaro. Su construcción comenzó en 2007 durante el gobierno de Francisco Garrido Patrón y terminó en 2011, después de una pausa de dos años en la construcción debido al crecimiento continuo tanto de la ciudad como del estado. Antes de la finalización del Centro de Congresos, el Auditorio Josefa Ortiz de Domínguez era el lugar cubierto más grande en Querétaro. Sin embargo, esa arena se construyó en 1985, cuando la población de Querétaro era menos de la mitad de la población actual.

## Gran Salón Querétaro
Cuenta con piso de exposiciones llamado “El Gran Salón Querétaro” de 6,450m2 dividido en 4 salas: A,B,C y D todas ellas flexibles a la necesidad del evento, con una capacidad de hasta 12,000 personas paradas sin tener divisiones, se utiliza para exposiciones, ferias comerciales, conciertos, deportes, eventos, convenciones y a veces, concursos de belleza, como el concurso Nuestra Belleza Querétaro. Puede dividirse en cuatro habitaciones separadas y tiene una altura de techo de 11,2 metros. Para las ferias comerciales, el salón tiene capacidad para 328 stands. En frente del Gran Salón Querétaro hay una terraza exterior de 2,340 metros cuadrados.
Entre los primeros actos de entretenimiento en el Gran Salón Querétaro estuvieron Ximena Sarinana , Sheyla Tadeo y Los Tigres del Norte.

## Casa de los corregidores
La Casa de los Corregidores es el nombre del salón de baile del Centro de Convenciones, con una capacidad de 2,800 personas, una altura de techo de 7.5 metros (25 pies) [4] y 4.604 metros cuadrados (49.560 pies cuadrados) de espacio. Se utiliza para banquetes , conferencias y convenciones.

## Teatro Metropolitano
El Teatro Metropolitano es un complejo de artes escénicas que abrió sus puertas 12 de noviembre de 2012, consta de una sala de conciertos con 1.345 asientos, con capacidad técnica para montar  representaciones teatrales y presentaciones de orquesta, conferencias, conciertos, Danza aérea , y dos teatros más pequeños, uno de los cuales tiene capacidad para 305 asientos y pueden presentarse obras de teatro, conciertos , conferencias  y la Sala de Danza con capacidad para 120 asientos.